# Halictus palustris
Halictus palustris är en biart som beskrevs av Morawitz 1876. Halictus palustris ingår i släktet bandbin, och familjen vägbin. Inga underarter finns listade i Catalogue of Life.